# 17600 Dobřichovice
(17600) Dobřichovice, denumire internațională (17600) Dobrichovice, este un asteroid din centura principală de asteroizi.

## Descriere
17600 Dobřichovice este un asteroid din centura principală de asteroizi. A fost descoperit pe 18 septembrie 1995 la Observatorul din Ondřejov de Lenka Šarounová. Asteroidul prezintă o orbită caracterizată de o semiaxă mare de 3,00 ua, o excentricitate de 0,09 și o înclinație de 10,1° în raport cu ecliptica.